# 72-га вулиця (лінія Другої авеню, Ай-ен-ді)
40°46′07″ пн. ш. 73°57′36″ зх. д. / 40.768581° пн. ш. 73.960120° зх. д.
72-га вулиця (англ. 72nd Street) — станція Нью-Йоркського метрополітену, розташована на лінії Другої авеню (Ай-ен-ді) і відкрита 1 січня 2017 року однією з трьох станцій першої черги лінії. Територіально станція знаходиться на Манхеттені, в окрузі Верхній Іст-Сайд і розташовується під рогом Другої авеню з 72-ю вулицею. У цілодобовому режимі станцію обслуговує маршрут метрополітену Q, на додаток до якого по буднях в години пік відбуваються рейси маршруту метрополітену N.

## Опис станції та її характеристики
Оскільки лінія Другої авеню двоколійна на всьому своєму протязі, платформи всіх станцій було вирішено розташовувати між коліями, за «острівним» принципом, а не з боків від колій, що найхарактерніше для Нью-Йоркської мережі метрополітену. Конструкція станції в цілому сильно відрізняється від типових станцій, практично всі з яких були побудовані в ХХ столітті. Станція має односклепінну конструкцію, має досить високий рівень стелі, що більше схожий за стандартами Вашингтонського метро, а не Нью-Йоркського. На станції встановлено сучасну систему кондиціонування повітря: на поверхні не звичайні вентиляційні ґратки, а спеціальні вентиляційні вежі, що регулюють повітрообмін на станції і тунелях. Температура повітря на 6 °С менше, ніж у середньому по мережі. Станція також відповідає найсучаснішим вимогам протипожежної безпеки, а більшість колонних станцій старого типу такої відповідності на даний момент не мають. Варто відзначити, що МТА приділяє пильну увагу цьому питанню.

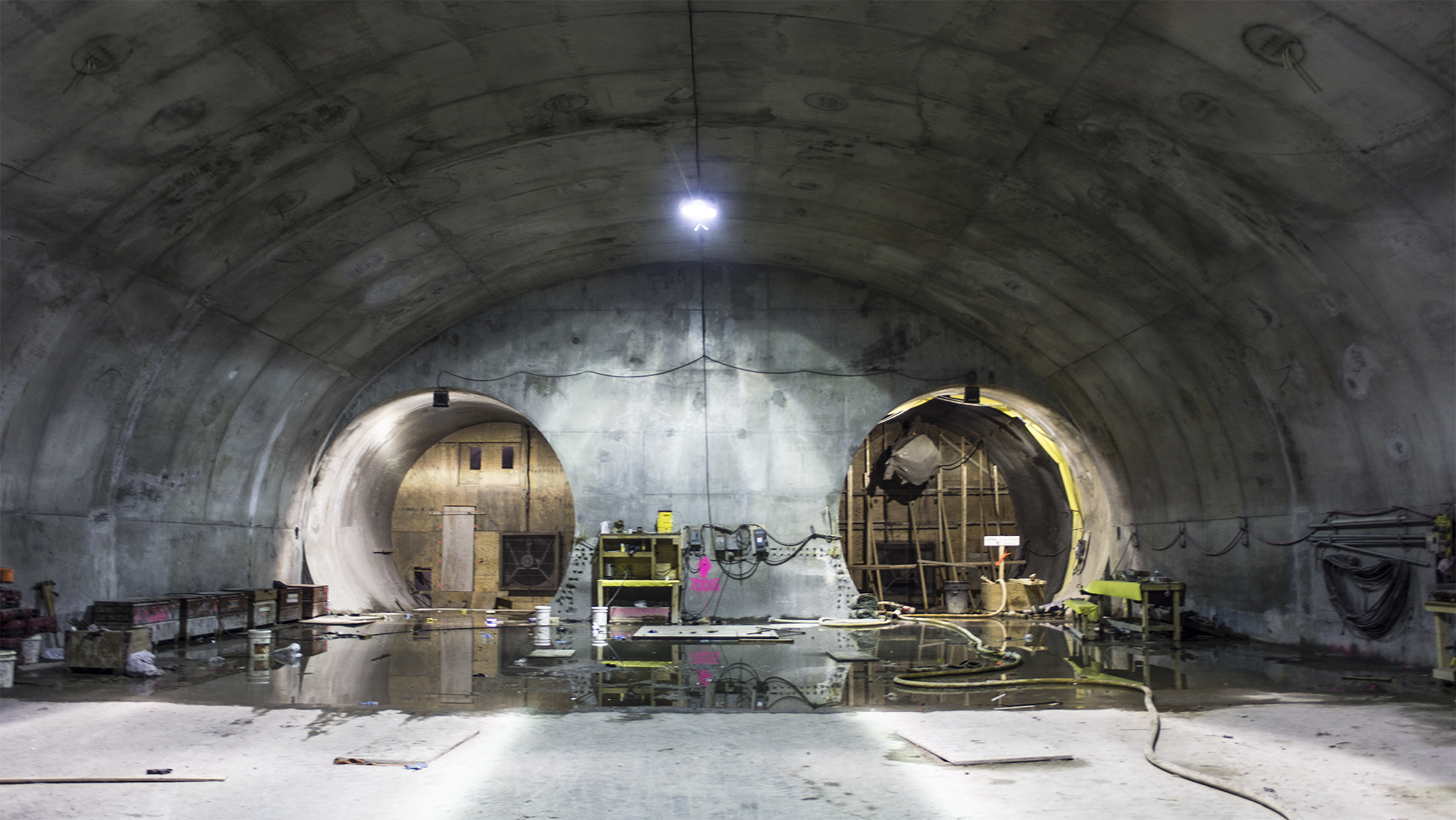
З'єднання одноколійних тунелів з простором станції

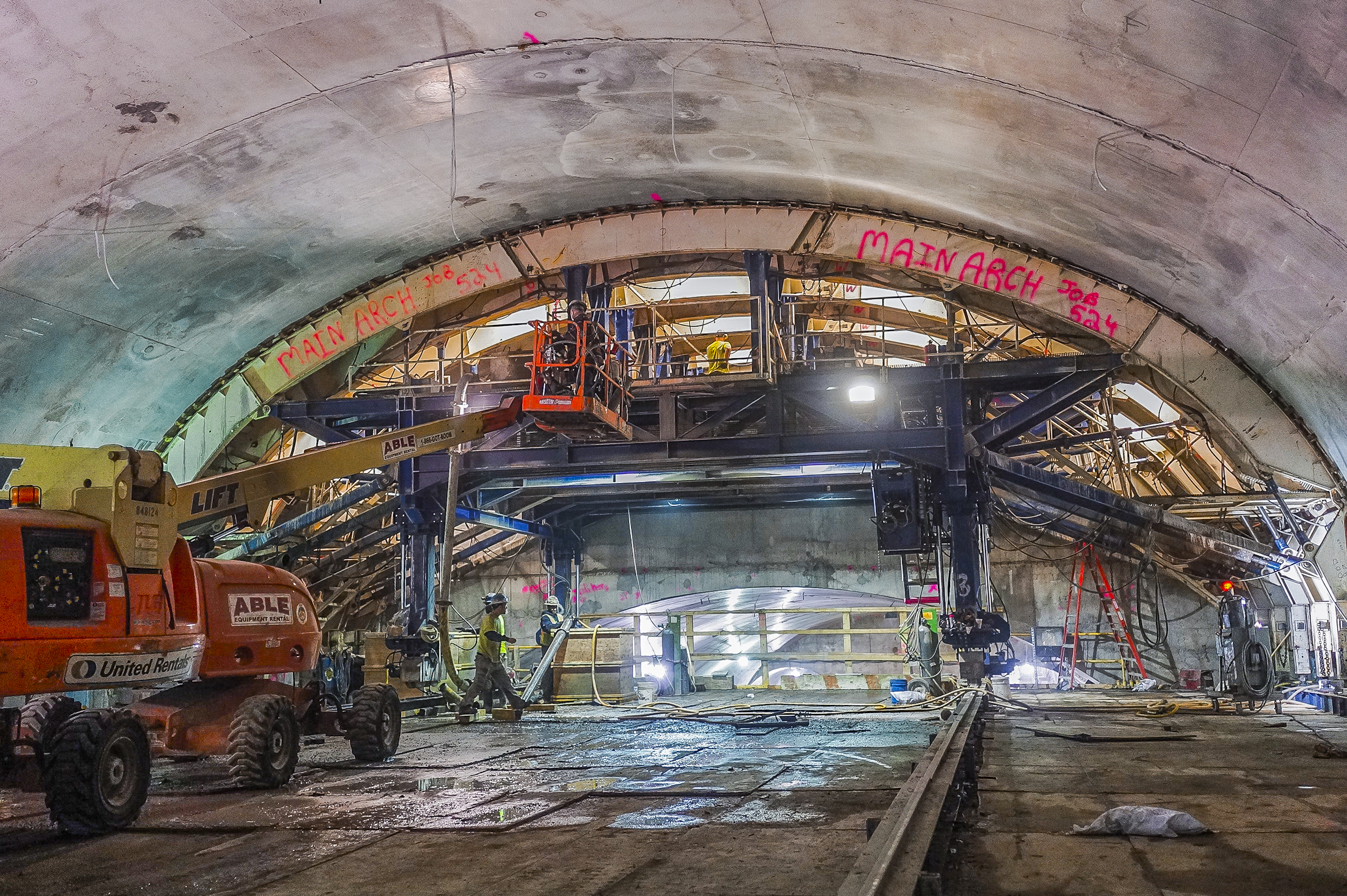
Будівництво арочного склепіння

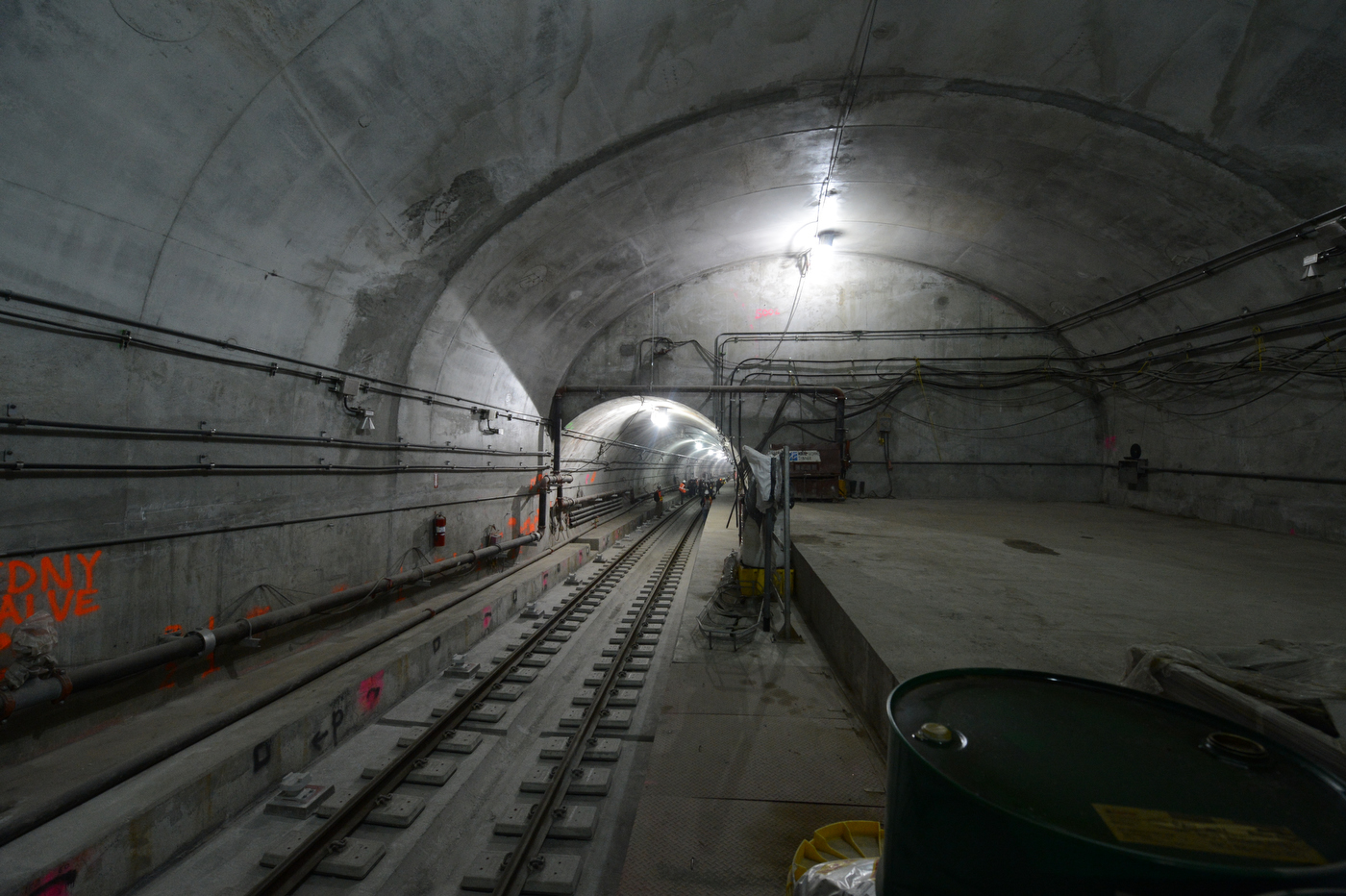
Заділ під майбутнє продовження лінії Другої авеню в Нижній Манхеттен; з'їзд з лінії на лінію 63-ї вулиці

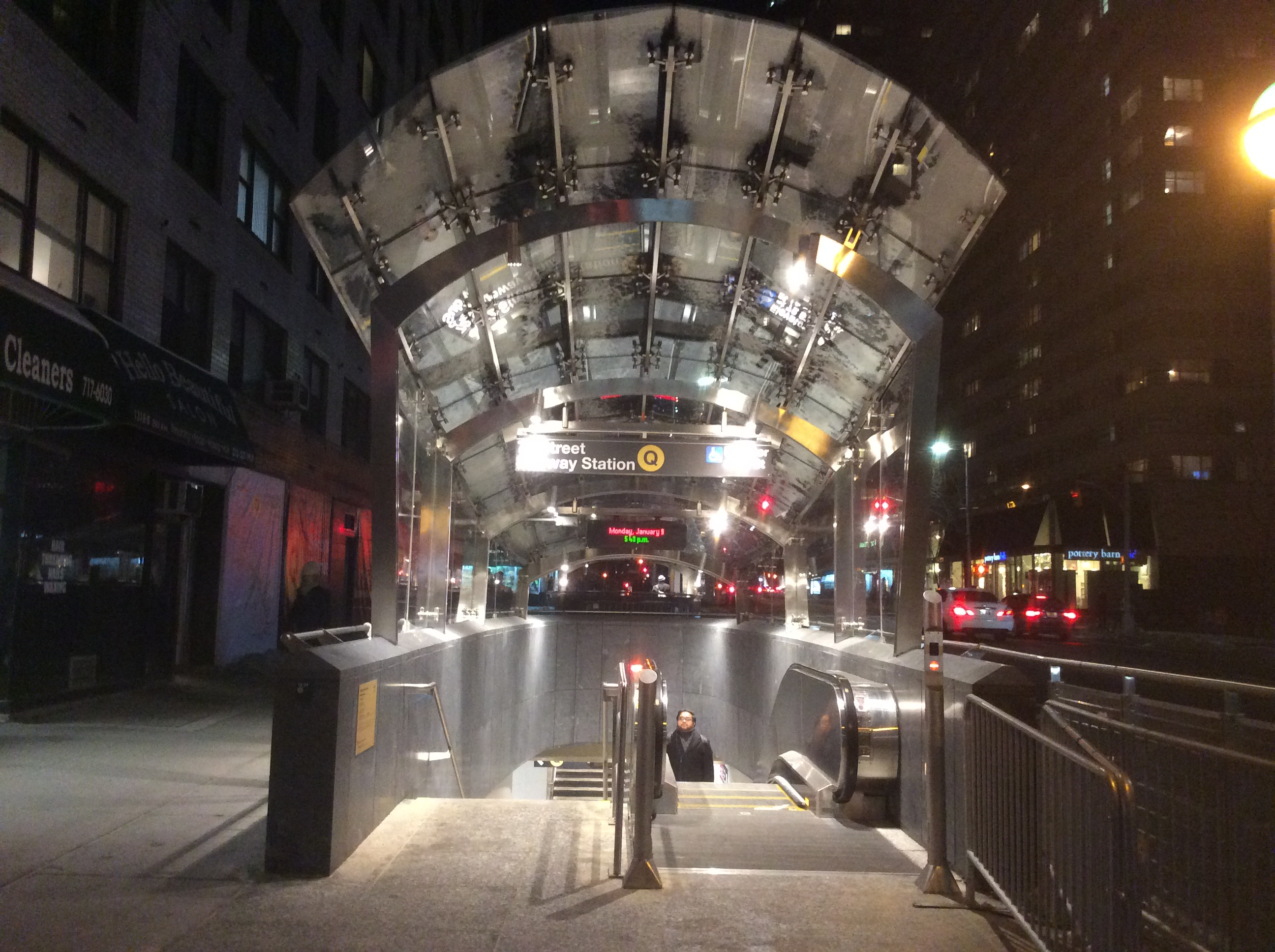
Вихід на 70-ю вулицю

Ця станція глибокого закладення, що також не характерно для метрополітену Нью-Йорка, глибина закладення станції становить 30 м. Початковий проект станції розраховував будівництво двох острівних платформ на триколійній ділянці лінії, проте внаслідок дорожнечі будівництва триколійної лінії глибокого закладення (що необхідно з огляду на високу щільність інженерних мереж в районі будівництва), проект був переглянутий, а лінія побудована двоколійною. В результаті, ширина станції склала 21 метр проти проектованих 30 метрів у початковому плануванні.
На північ і південь від станції розташовуються перехресні з'їзди, які не перебувають у постійній експлуатації, а носять чисто службове призначення. Цікавим інженерним рішенням стало будівництво всього вищеописаного колійного сполучення і станції під одним склепінням. Тобто склепіння станції не закінчується однією тільки платформою і сходами в місто, а продовжується далі на північ і на південь як широкий двоколійний тунель. Там замість пасажирської платформи розташовуються комунікаційні системи та стрілочні переводи; а колії не кожен у своєму тунелі, тим самим камер з'їздів як таких немає. На південь від станції, далі за перехресним з'їздом, розташовується відгалуження з лінії Другої авеню на лінію 63-ї вулиці, за яким здійснюється єдине чинне з'єднання нової ділянки лінії Другої авеню з рештою мережі метрополітену. У місці відгалуження стрілочні переводи відсутні, головні колії «згортають» з лінії у бічні тунелі з'єднання. Тунелі уздовж лінії Другої авеню в сторону Нижнього Манхеттена за камерою майбутнього з'їзду не побудовані.
Протягом першого експлуатаційного тижня, до 9 січня 2017 року, ця станція, подібно двом іншим, що відкрилися на лінії, працювала не цілодобово, а з 8 ранку до 10 вечора.

## Виходи в місто
Станція має три виходи у місто, що обслуговуються в сукупності 11 ескалаторами і 5 ліфтами. На поверхні є дві службові станційні будівлі, одна з них, на північно-західному розі Другої авеню та 72-ї вулиці, вбудовано у вхідній павільйон. Друга розташовується на північно-західному розі  Другої авеню з 69-ю вулицею. Власних вестибюлів станція не має: вхід № 2 вбудований в перший поверх наріжної будівлі, інші представлені сходовими маршами й ескалаторами, прямуючими прямо на тротуар вулиці. Розташування виходів у місто можна представити у вигляді такої таблиці:
| Розташування у місті                                                | Кількість виходів                                |
| ------------------------------------------------------------------- | ------------------------------------------------ |
| Вихід в місто № 1 Північно-східний ріг Другої авеню та 69-ї вулиці. | 1 сходи та 1 ескалатор                           |
| Вихід в місто № 1 Південно-східний ріг Другої авеню та 70-ї вулиці  | 1 сходи та 1 ескалатор                           |
| Вихід в місто № 2 Північно-західний ріг Другої авеню та 72-ї вулиці | 3 ескалатори (вхід на 1 поверсі кутової будівлі) |
| Вихід в місто № 3 Південно-східний ріг Другої авеню та 72-ї вулиці  | 5 ліфтів                                         |

Питання про місцезнаходження виходів в місто зі станції мало широке обговорення і виявилося досить непростим при проектуванні. Ширина виходу в місто значно перевищує діючі на інших станціях старого типу, де вхід на станцію здійснюється вузькими сходами, ширина якої не перевищує двох метрів. Тому, нові виходи зайняли б всю пішохідну зону тротуару на Другій авеню, що категорично не сприймалося громадськістю. Спочатку всі виходи планувалося вбудувати на перший поверх наріжного будинку, яке відповідає даному перехрестю, однак після обстеження будівель придатним виявилося тільки будівля на північно-західному розі перехрестя Другої авеню і 72-ї вулиці, де і розташовується єдиний вихід у місто зі станції подібного зразка. Південний вихід було вирішено перенести з Другої авеню на прилеглу 69-ю і 70-ю вулиці, що зажадало звуження проїзної частини, проте не сильно позначилося на транспортній ситуації з огляду на малу завантаженість цієї поперечної вулиці.